# 조아킴 부베

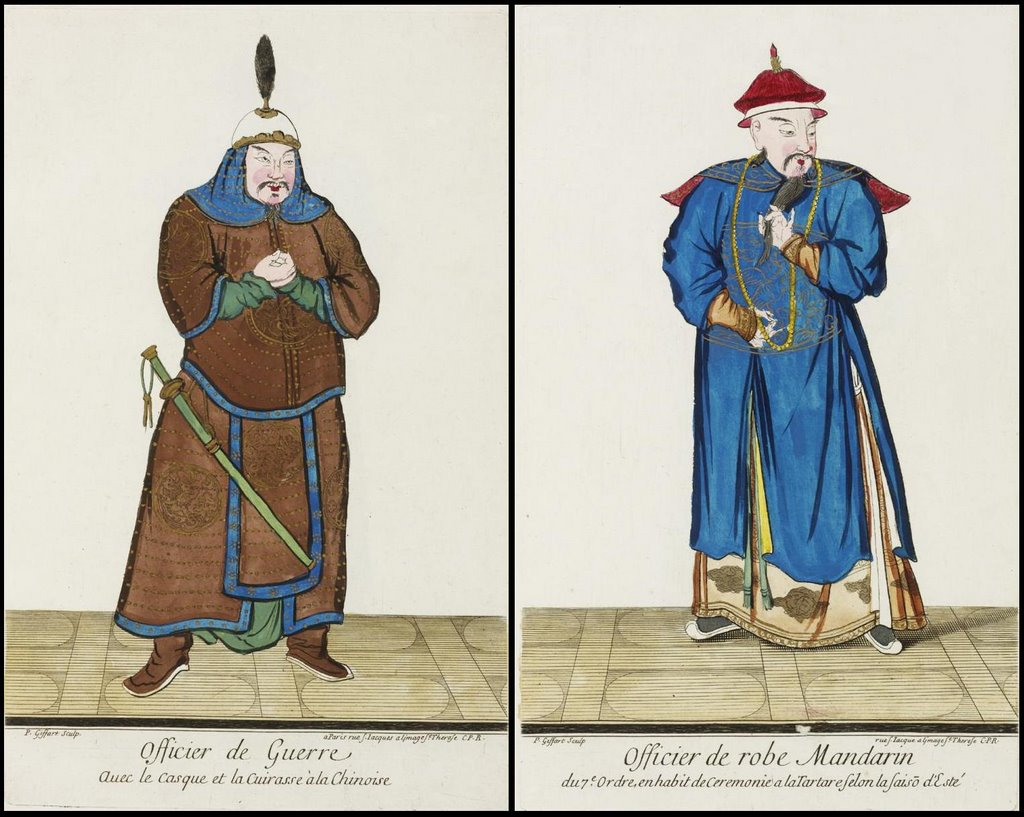

조아킴 부베(프랑스어: Joachim Bouvet, 중국어: 白晋, 1656년 1월 18일 ~ 1730년 6월 28일)는 프랑스 출신의 예수회 선교사로 자는 명원(明遠)이다. 1687년에 청나라를 방문하여 포교 활동을 하였으며, 강희제의 시강이 되어 천문학, 의학, 화학을 강의하였다.

## 같이 보기
- 중화인민공화국의 종교
- 중국의 기독교